# Ente pubblico (Italia)
Un ente pubblico, ai sensi della legge italiana, è un ente costituito o riconosciuto da norme di legge, attraverso il quale la pubblica amministrazione svolge la sua funzione amministrativa per il perseguimento di un interesse pubblico.
Gli enti pubblici (che possono anche essere persona giuridica) si contrappongono quindi agli enti creati secondo norme di diritto privato; che pur essendo per lo più destinati a perseguire interessi di carattere privato, possono tuttavia svolgere anche funzioni amministrative..

## Finalità e attribuzioni
Gli enti pubblici, in quanto persone giuridiche, perseguono i fini stabiliti dal proprio statuto e tale discorso vale anche per l'ente pubblico principale, lo Stato, in quanto anche lo Stato persegue i fini degli associati che ne fanno parte. I fini sono previsti dai poteri dello stato in rappresentanza all'intera comunità. Per perseguire i determinati fini, gli enti pubblici sono soggetti ad attribuzioni, fasci di poteri amministrativi che non esauriscono ciò che l'ente possa fare, ma ne delimita solo i poteri amministrativi. Le attribuzioni vengono poi distribuite all'interno dell'ente fra i suoi vari organi secondo varie competenze. L'ente pubblico, inoltre, ha i poteri che scaturiscono dal diritto privato per il semplice fatto che è comunque una persona giuridica.
Competenze e attribuzioni possono essere divise secondo quattro criteri: materia, destinatari, territorio e dimensioni. In base a questa considerazione gli organi direttivi dell'ente pubblico dovrebbero privilegiare i processi che creano valore per l'utente finale-cittadino (i processi primari), rispetto a quelli di supporto e a quelli burocratici.
Tuttavia, non sono oggetto di reato azioni come la stipula di mutui, garantiti col patrimonio dell'ente, per pagare spese di rappresentanza, spese di trasferta e collaborazioni. Nel caso in cui l'ente pubblico goda di autonomia economica, questo non è soggetto a vincoli di bilancio per l'incremento delle voci di costo e delle passività, o a provvedimenti che vietano l'indebitamento, garantito con il patrimonio dell'ente; fra i contratti introdotti dalla legge Biagi, quelli che non prevedono un monte-ore (come le collaborazioni a progetto) consentono ai dirigenti che gestiscono i fondi di assegnare lavori (e relativi aumenti retributivi) senza concorso pubblico.

## Caratteristiche
Caratteristiche salienti sono:
- la prevalenza nel rapporto con altri soggetti di diritto, per esempio con le persone fisiche, le quali non sono pertanto in dignità paritaria nei confronti dell'ente[3] (autoritatività dei provvedimenti dell'ente);
- uno stretto controllo da parte degli organi statali sull'operato dell'ente (per esempio controlli sul recte agendi, ma anche nomina governativa o parlamentare delle cariche interne all'ente);
- la soggezione a un particolare regime giuridico di diritto amministrativo, prioritario rispetto alle previsioni del diritto privato, caratterizzato da autarchia, autotutela, autonomia, autogoverno.

### Autarchia
L'autarchia, letteralmente, è la capacità di governarsi da sé; in questo contesto è la capacità degli enti, diversi dallo Stato, di possedere delle potestà pubbliche per il perseguimento dei propri interessi.
Tipiche espressione dell'autarchia degli enti pubblici possono essere la possibilità di agire per il tramite di provvedimenti amministrativi con la stessa efficacia di quelli emessi dallo Stato, o la capacità di fornire certificazione o il potere di determinare la propria organizzazione interna.

### Autotutela
Il potere di autotutela è garantito a ogni ente pubblico o a ogni altro organo stabilito dalla legge in ordine alla possibilità di risolvere un conflitto di interessi attuale o potenziale e, in particolare, di sindacare la validità dei propri atti producendo effetti incidenti sugli stessi, nell'ambito di tutela dell'interesse pubblico.
Sono esempi di questa capacità il potere di revoca, sospensione, proroga, rimozione degli "effetti dell'atto", di annullamento o convalida dell'atto e dei suoi effetti ex tunc, o ancora di riforma, sanatoria, ratifica e rinnovazione dell'atto e dei suoi effetti ex nunc.

### Autonomia
L'autonomia è la capacità degli enti di emanare atti normativi o provvedimenti che hanno valore sul piano dell'ordinamento generale alla stessa stregua di quelli dello Stato, impugnabili rispettivamente davanti al giudice costituzionale o amministrativo a seconda del rispettivo rango nella gerarchia delle fonti.
In sintesi è la titolarità di un potere discrezionale legislativo o amministrativo nella formazione dei propri atti.
Esistono diversi gradi e tipi di autonomia che sono attribuiti dalle leggi agli enti pubblici:
- autonomia legislativa (potere normativo primario);
- autonomia regolamentare (potere normativo secondario);
- autonomia statutaria (potere normativo in tema di organizzazione e funzionamento dell'ente stesso);
- autonomia finanziaria;
- autonomia contabile;
- autonomia di indirizzo amministrativo;
- autonomia tributaria.

### Autogoverno
L'autogoverno definito come la facoltà di alcuni degli enti pubblici di amministrarsi per mezzo di organi i cui membri sono eletti da coloro che ne fanno parte.

## Liquidazione
Rispetto alle persone giuridiche di diritto privato, anche la vicenda estintiva della vita di un ente pubblico è sottoposta a una disciplina particolare, in quanto non può essere oggetto di fallimento; la normativa fondamentale è prevista dalla legge 4 dicembre 1956, n. 1404 che prevede l'obbligo di procedere alla soppressione degli enti di diritto pubblico e gli altri enti sotto qualsiasi forma costituiti, soggetti a vigilanza dello Stato e interessanti comunque la finanza pubblica, i cui scopi sono cessati o non più perseguibili, o che si trovano in condizioni economiche di grave dissesto o sono nella impossibilità concreta di attuare e perseguire i propri compiti istituzionali.
La predetta soppressione opera per incorporazione in altro ente, ovvero per liquidazione (ordinariamente in capo al Ministero del Tesoro, mediante lo speciale Ufficio liquidazione presso la Ragioneria generale dello Stato - Ispettorato generale di finanza); la giurisprudenza della Cassazione - sin dalla pronunzia a Sezioni Unite n. 4070 del 1984 - ha fatto salva l’operatività dei principi concorsuali quando, in presenza di situazioni deficitarie degli enti soppressi, si fosse aperta la liquidazione coatta amministrativa. Rispetto alle leggi di rinvio alle procedure della legge n. 1404/1956 (come avviene ad esempio nella legge finanziaria per il 2002), in alcuni casi si è proceduto direttamente ad "innalzare il rango" dei provvedimenti di soppressione di enti - che per la legge del 1956 erano emanati con decreto presidenziale su proposta del Ministro per il Tesoro - mediante una norma primaria ex lege come nel caso dell'EFIM, la cui soppressione con decreto-legge 19 dicembre 1992, n. 487 fu accompagnata dalla nomina di un commissario liquidatore.
Più recentemente, invece, si è scelto di procedere a soppressioni di enti pubblici con norme apposite, che non rinviano neppure indirettamente alla procedura della legge n. 1404: nel caso della (temporanea) soppressione dell'Istituto nazionale per il commercio estero, ad esempio, si derogò all'articolo 12 della predetta legge, prevedendo (decreto legge n. 98 del 2011) che i dipendenti a tempo indeterminato del soppresso ICE fossero inquadrati (se non locali nello Stato estero) nel Ministero dello sviluppo economico sulla base di apposite tabelle di corrispondenza.